# Oscar I
Oscar I, född 4 juli 1799 i Paris, död 8 juli 1859 på Stockholms slott i Stockholm, var kung av Sverige och Norge från 1844 till 1859, gift 1823 med Josefina av Leuchtenberg (sondotter till franska kejsarinnan Joséphine). Oscar I:s fullständiga namn var Joseph François Oscar, vilket på svenska blev Josef Frans Oscar. Kungen själv och många moderna skribenter har stavat kunganamnet Oscar, medan det svenska kungahuset använder stavningen Oskar.

## Uppväxttiden

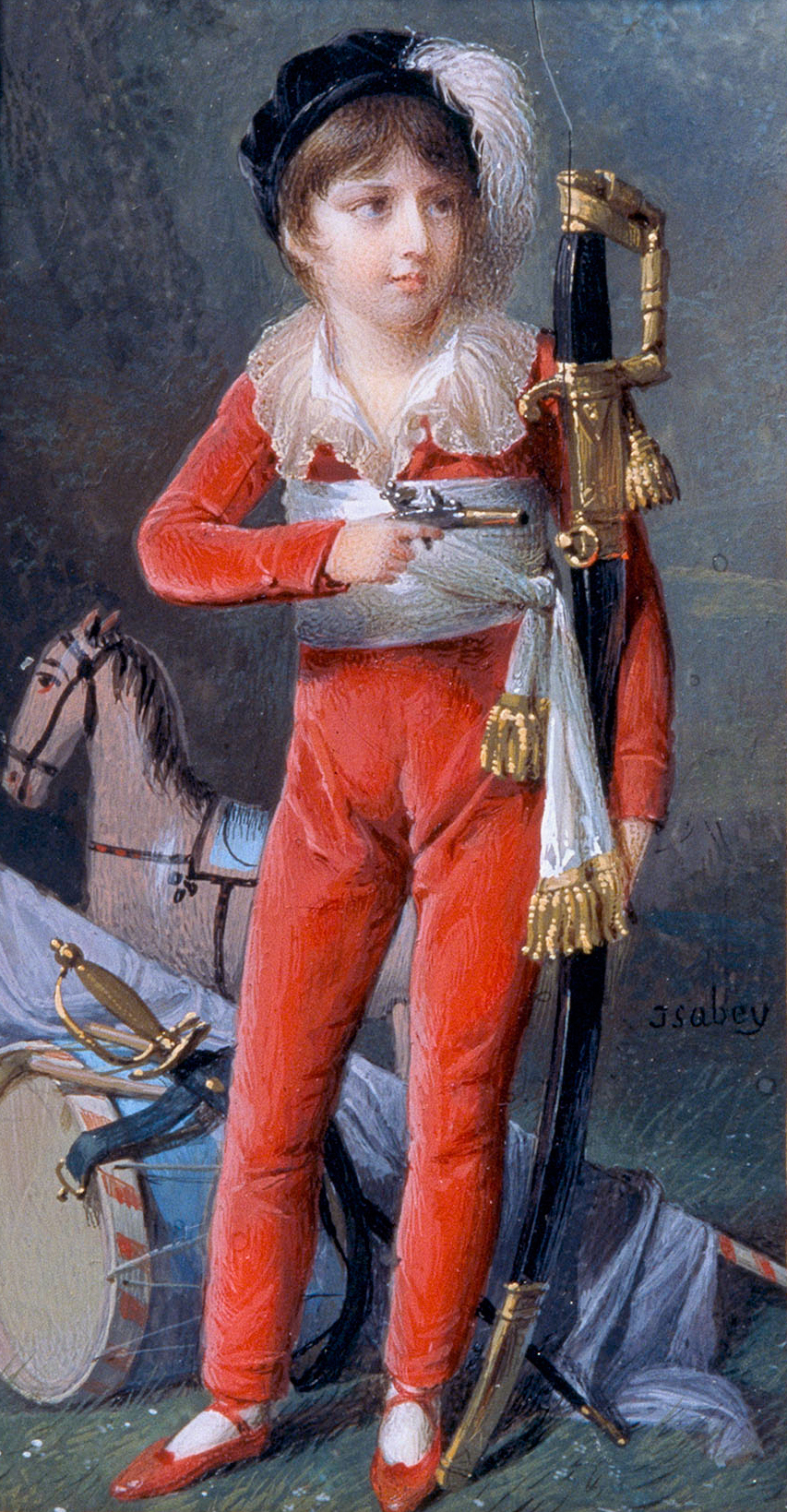
Porträtt av Oscar som barn gjord av Jean-Baptiste Isabey, omkring 1806.

Oscar I föddes den 4 juli 1799 i Paris på 291 Rue Cisalpine (dagens adress: 32 Rue de Monceau). Oscar var son till dåvarande krigsministern i Frankrike, generalen Jean Baptiste Jules Bernadotte (sedermera kung Karl XIV Johan) och Bernhardine Eugénie Désirée Clary (sedermera drottning Desideria). Han fick namnet Joseph efter sin fadder Joseph Bonaparte, som var gift med moderns äldre syster Julie och senare blev kung av Neapel och av Spanien, men fick även namnen François Oscar. Det senare namnet, som är av gaeliskt ursprung, valde Napoleon Bonaparte efter en av hjältarna i Ossians sånger, och kom att användas i familjen, främst av modern och mostern. Med sin mor och moster bodde han, dels i Paris, dels på Joseph Bonapartes slott Château de Mortefontaine eller på Bernadottes[källa behövs] slott Grosbois, båda i Paris omnejd.
År 1807 fick han sin förste informator, Le Moine, och när Oscars far, som då var furste av Pontecorvo, 1810 föreslogs som tronkandidat för Sverige, framhölls att han redan hade en son som ett viktigt motiv för att väljas. Ett porträtt av den unge Oscar, som spreds vid valriksdagen i Örebro, fungerade som draghjälp för Bernadotte, som 21 augusti 1810 valdes till svensk tronföljare. Den 26 september fastställdes successionsordningen för hans ”äkta manliga bröstarvingar”. I samband med händelsen utsågs Oscar till hertig av Södermanland. Den nye tronföljaren reste till Sverige i oktober 1810, medan Oscar och hans mor flyttade från Paris till Stockholm i januari 1811. Redan på sommaren 1811 återvände dock Oscars mor Desideria till Frankrike, och han återsåg henne först efter elva år.
Oscar, som åtföljts till Sverige av Le Moine, fick genast en lärare i svenska och kunde snart tjänstgöra som sin fars tolk. År 1812 fick han en svensk informator, friherren G.L. Cederhielm som efter Gustav III:s kuppliknande grundlagsförändring 1789 lämnat statstjänsten. Karl Johan angav vissa tydliga riktlinjer för prinsens uppfostran, bland annat: ”Upprepa för honom alltid att en svag regent är ett av de största straff, varmed himlen kan hemsöka ett folk.” Inom armén utnämndes han 1812 till överstelöjtnant vid de tre gardena Svea livgarde, Göta livgarde och Livgardet till häst, 1815 till överste, 1817 till generalmajor.
Under 1810-talet undervisades Oscar även i norska, humaniora, administration och statsrätt, vetenskap och konst, främst av Nils Magnus af Tannström. Per Daniel Amadeus Atterbom undervisade honom i tyska, Jacob Berzelius i kemi, Johan Olof Wallin i ”lutherska religionen”. Han konfirmerades 1815. Några år senare hade han Johan Gabriel Richert som handledare i juridiska ämnen. Fredric Westin var prinsens lärare i målning, Adolf Fredrik Lindblad längre fram i musik.
Kronprins Oscar komponerade en sorgmarsch som framfördes vid Karl XIII:s begravning, vilket var hans första offentligt uppmärksammade insats. Ryktet om detta spreds nu vida omkring och Ludwig van Beethoven skrev till fadern Karl Johan och erbjöd honom att bidra till att ytterligare utveckla kronprinsens talang. Händelsen hänger samman med det faktum att det fanns ett gammalt vänskapsband mellan Beethoven och Karl Johan, kopplat till perioden då Bernadotte 1798 residerade som fransk minister i Wien.

## Kronprinstiden

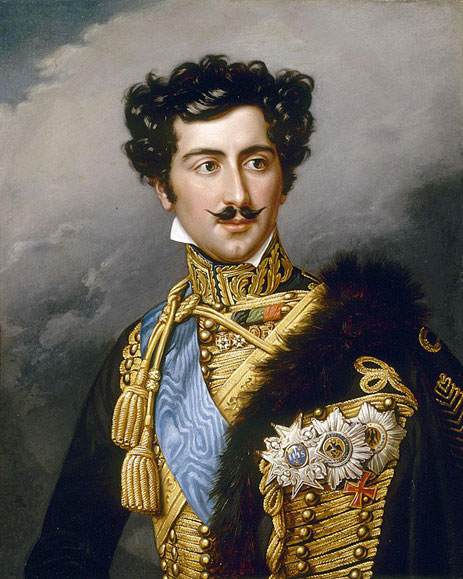
Kronprins Oscar målad av Joseph Karl Stieler 1821.

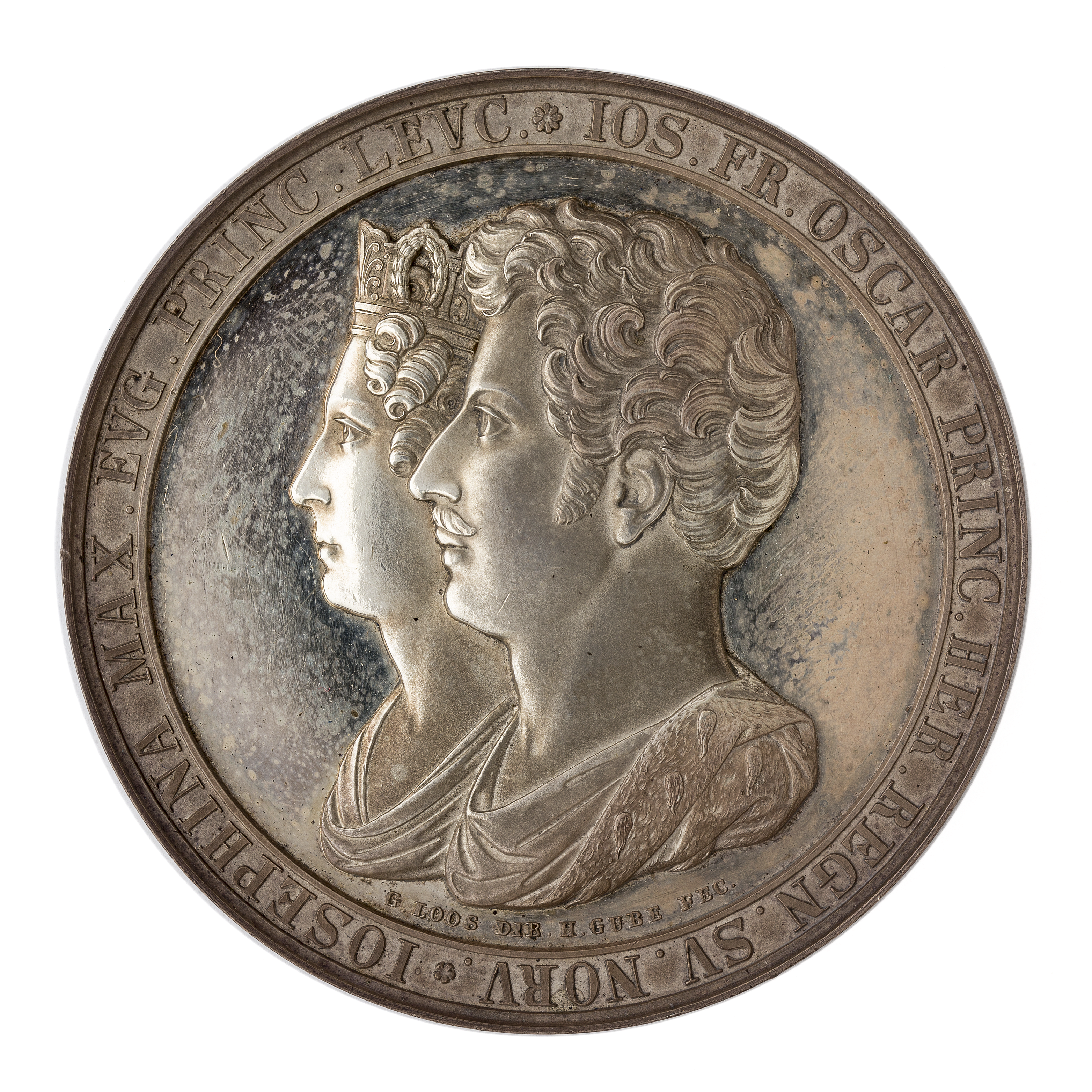
Medalj med Oscar och Josefina, 1829.

När Karl XIV Johan blev unionskung 1818 blev Oscar Sveriges och Norges kronprins. Han utnämndes 1819 till general i de svenska och norska arméerna och till befälhavare för en rad armékårer: liv- och hustrupperna, generalbefälhavare i Skåne, generalfälttygmästare och chef för Sveriges och Norges artilleri, chef för en kavalleribrigad. 1818 valdes han även till universitetskansler i Uppsala där han tillbringade en hösttermin. Bland annat gick kronprinsen på föreläsningar av Erik Gustaf Geijer, Nils Fredrik Biberg, Jöns Svanberg och Lars Georg Rabenius. Redan 17 januari 1816 hade han valts till "förste ledamot" (med senare terminologi hedersledamot) av Kungliga Vetenskapsakademien.
1815 genomgick han en lättare sjukdom. Vid denna tid började politikerna intressera sig för kronprinsens giftermål. Efter många förberedelser påbörjade prinsen 1822 sin friarfärd, under vilken han i Aachen träffade sin mor. Sedan hans förlovning med Josefina av Leuchtenberg, dotter till prins Eugène och hertiginnan Augusta av Bayern, blivit ingången i Eichstätt, styrdes färden till Italien. På hemvägen lyckades prinsen göra ett besök i Verona under den pågående kongressen och mottogs av de där församlade furstarna och statsmännen.
Oscars och Josefinas äktenskap ingicks i den 23 maj 1823 par procuration (i München och via ombud), och den officiella vigseln skedde sedan den 19 juni samma år i Storkyrkan i Stockholm. Josefina var sondotter till den franske kejsaren Napoleon I:s första gemål.
Den 1 februari 1824 utnämndes kronprinsen till vicekung i Norge. Den 11 april anlände Oscar och Josefina till Kristiania, där ett storting pågick. Hela stortinget uppvaktade fursteparet, som under de närmaste månaderna höll hov i den norska huvudstaden.
Den 11 oktober nedlade Oscar vicekonungavärdigheten och återvände till Stockholm. Följande år var han för första gången ordförande i Sveriges regering under konungens besök i Norge. 1826 utnämndes han till ordförande i en sjöförsvarskommitté och 1 december samma år till storamiral. Han kom därigenom att samarbeta med Baltzar von Platen, som gjorde allt för att vinna honom för sina åsikter om bästa sättet att ordna sjöförsvaret. Bernhard von Beskow blev Oscars handsekreterare 1824 och påverkade väsentligt utvecklingen av hans artistiska intressen och anlag inom måleriets såväl som musikens område. Under en följd av år var Oscar kansler för Akademien för de fria konsterna, en kort tid även chef för Kungliga teatern. Kansler för Lunds universitet var han från 1824, för Kristianias universitet (dock endast till namnet) från 1822.
Oscar sändes 1830 till Sankt Petersburg, en artighetsbetygelse mot kejsar Nikolaj I av Ryssland som inte gillades av den allmänna opinionen i Sverige. Som vicekonung i Norge vistades han några månader 1833 i Christiania och Bergen samt deltog 1834 i riksdagsbearbetningar och ”Statstidningens” dirigerande, men avlägsnades efter riksdagen. Kronprinsen sysslade i stället med målning och litografering, med sångövningar och musikkompositioner (till exempel musik till ord av Victor Hugo och Esaias Tegnér, partier av Eduard Brendlers sångspel Ryno och marscher som Svenska arméns tapto), med utarbetande av militära handböcker och så vidare
Han vistades i Tyskland en stor del av sommaren 1837. 1838 blev spänningen emellan Karl XIV Johan och oppositionen starkare än någonsin. Kronprinsen lyckades i sammanhanget avböja ett tilltänkt åtal för majestätsbrott. Karl Johan begav sig till Norge och lät Oscar som ordförande i en tillförordnad regering delta i riksstyrelsen under ett halvt år (december 1838–juni 1839).
Under denna tid rådgjorde åtskilliga av riddarhusoppositionens ledare med både tidningsmän och missnöjda högre förtroendemän om gemensamt uppträdande vid den stundande riksdagen. Det antogs, att kronprinsen inte var alldeles främmande för denna ”koalition”, som skulle söka framtvinga en ministärförändring, kanske abdikation. Oppositionen drog vid 1840–41 års riksdag politisk fördel av den konstitutionsvidriga skuld ”kabinettskassan” åsamkat sig, till sist med personlig borgen av både konung och kronprins, och som senaste statsrevision kommit underfund med. Saken måste framläggas för riksdagen, och trots de upplysningar som lämnades beslöts i förstärkt statsutskott att inga medel kunde anvisas för skuldens täckande. Man försökte därmed förgäves tvinga kungen att abdikera. Skulden, omkring 1 miljon rdr, betalades småningom av Karl XIV Johan och Oscar I, och den senare avböjde ett förslag att vid 1844 års riksdag få förlusten gottgjord.
Just under åren 1840–42 hade Oscar på en helt ny bana vunnit en rent personlig framgång. Han var mycket intresserad av kriminalvård och förde 1840 fram de nya straffteorierna med en skrift Om straff och straff-anstalter, dock utan utsatt författarnamn. Oscar slöt sig till Beaumonts, Alexis de Tocquevilles, Aylies och Julius' idéer, men specialiserade för Sverige det system han antagit och utvecklat. I företalet säger han:
”Fredens värv”, ”ehuru mindre glänsande än krigets bragder, har burit rika skördar, inte ensamt i vetenskapliga framsteg och industriell utveckling, utan också i en större vördnad för människors värde, i en ömmare vård om de lägre klassernas upplysning och välstånd. Ädla omsorger har sträckt sig även till den på brottets avvägar förirrade, som man börjat betrakta mindre såsom en fågelfri, för alltid förskjuten varelse, än såsom en vilseförd, fallen like, för vars omvändelse och bättring man känner sig manad att tänka och handla.”
Han framställer först sina åsikter om straff. Dödsstraffets rättmätighet undersökes och bestrides, för så vitt det tillämpas under det vanliga rättstillståndet. Vidare utdömas spö- och risstraffen samt deportation. Det 1832 utgivna kriminallagförslaget vinner Oscars lovord och erkännande. I enlighet därmed upptas som rättvisa och förnuftiga straff: straffarbete och fängelsestraff. Därefter behandlas ”förbättringssystemet”, enligt vilket fängelset skall undvika att försämra, men sträva att förbättra fången. Till det hör ensamhetssystemet, med religiös undervisning, strängt arbete och vård om den frigivne. Skriften gjorde en viss verkan på riksdagen, men vida större på allmänna opinionen, såväl i Sverige som utomlands. Ny upplaga utkom 1840; norska, tyska, franska, nederländska, engelska, italienska översättningar utgavs under de närmaste åren, och Oscar erhöll från utländska rättslärde och fängelsedirektörer tacksamma erkännanden. Hans bok utövade i Nederländerna inflytande på fängelsereformen i landet; den franske översättaren ville med den svenske prinsens bok påverka franska kammarens diskussioner i frågan. Hans intresse för fängelsereformen följde honom även som kung för att åtminstone delvis omsättas i verklighet och hans obenägenhet att stadfästa en dödsdom är känd.

## Oscar I som kung

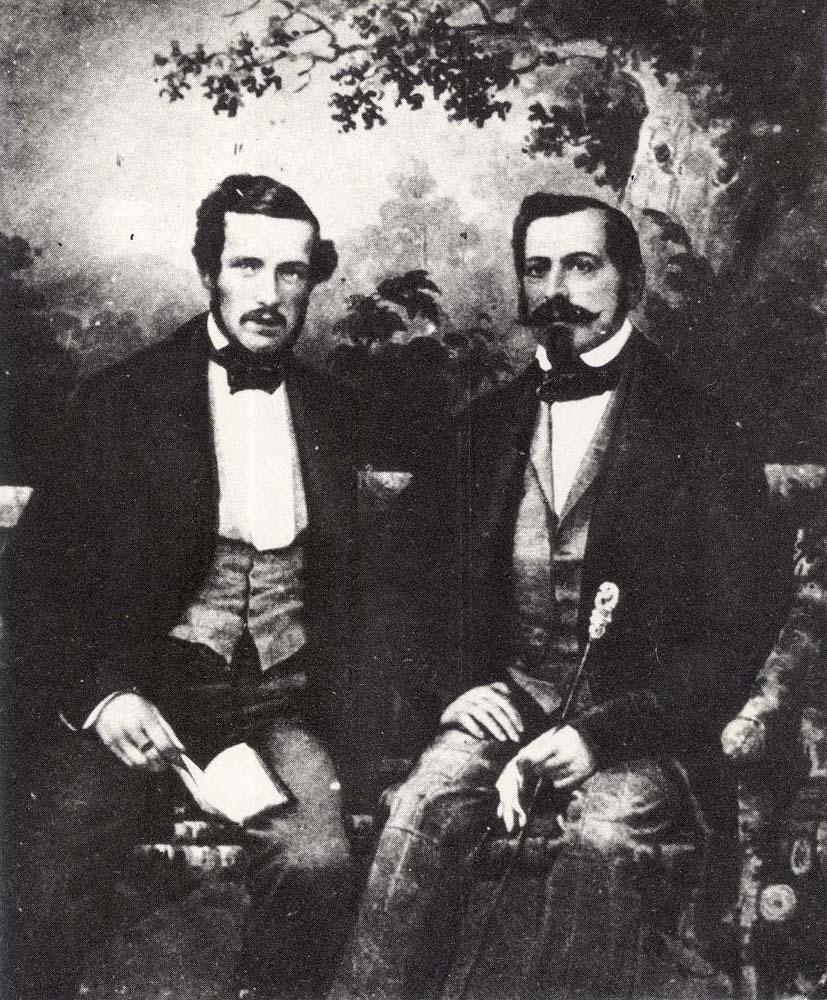
Prins Gustav och kung Oscar fotograferades i Tyskland 1852, samma år som Gustav avled.

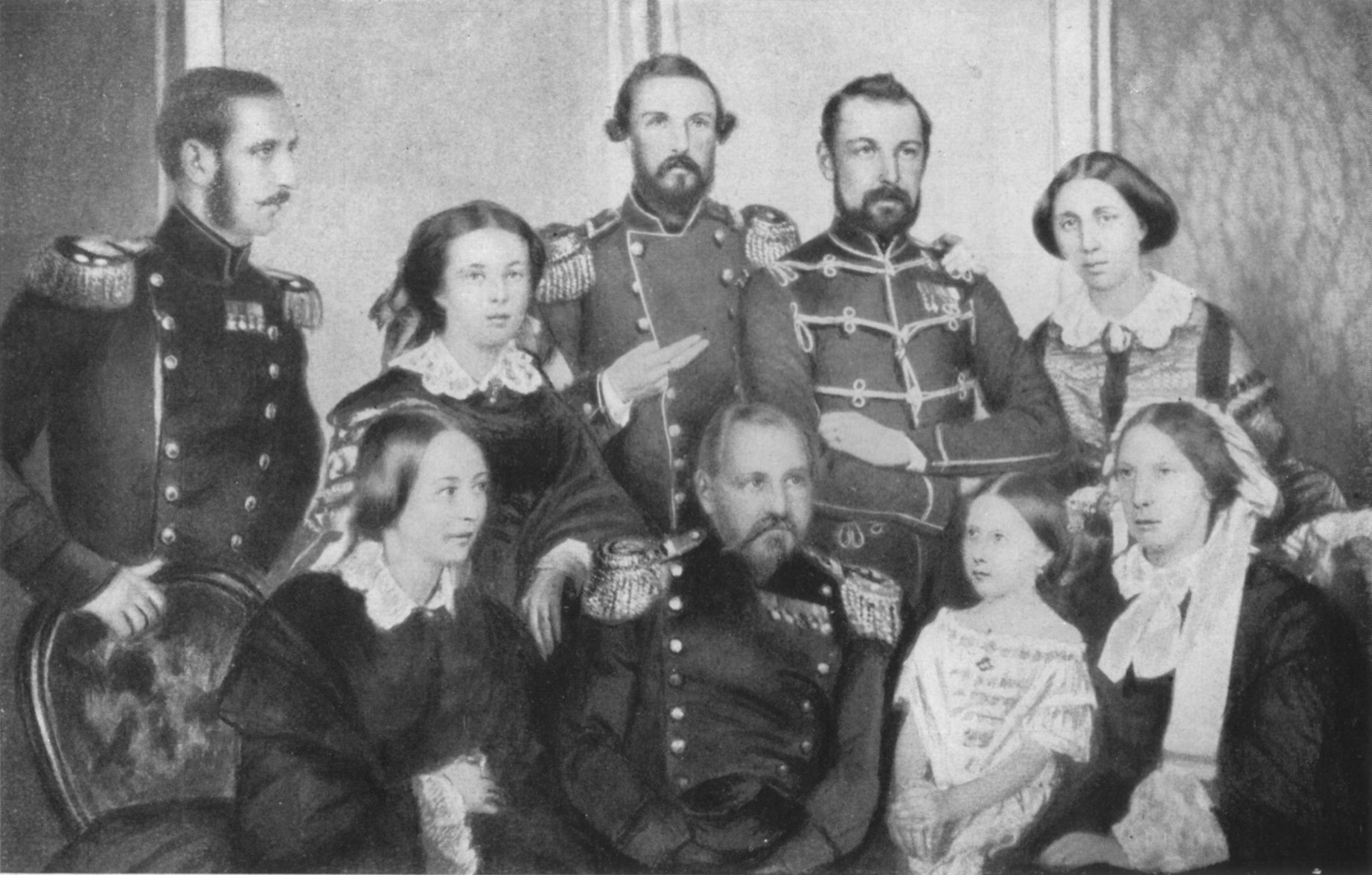
Porträtt av kung Oscar med familjen omkring sig, från år 1857.

Oscar övertog styrelsen 8 mars 1844 (han kröntes i Stockholm 28 september 1844 men blev inte krönt i Norge). I maj upphävde han 1812 års förbud mot allt umgänge mellan svenska medborgare och den avsatta kungafamiljen (Gustav IV Adolfs familj). Hans arbete med regeringsärendena sträckte sig ända till detaljerna och kunde ibland fortgå natten igenom. Han läste själv korrektur till viktigare förordningar. Han ville regera själv och få äran av de initiativ som togs, ibland helt rättvist.
Det fanns inte en enhetlig ministär och vanligen var det kungen själv som på egen hand vände sig till den eller dem som skulle delta i statsrådet. Det hände också att han i viktiga frågor rådgjorde med personer utanför statsrådet, och att han under en riksdag personligen tog kontakt med utskottens medlemmar. Han hade inga riktiga gunstlingar och knappast heller vänner.
Oscar lämnade efter sig en mängd anteckningar och uppsatser i olika ämnen, även dagboksanteckningar, som vittnar om stora kunskaper och mångsidiga intressen. En samtida, som alltifrån ungdomen kände honom väl, prisar hans djupa insikter i samhällsfrågorna, men talar också om en olycklig obeslutsamhet i förening med stor självtillräcklighet, om ett långt drivet ”gungningssystem”, en stark misstro till hela världen och benägenhet att uppskjuta avgörandet.
Med en nybildad moderat-liberal ministär mötte Oscar sin första riksdag. Från den föregående vilade ett representationsförslag. Regeringen förhöll sig neutral, och förslaget förkastades. Kungen hade i själva verket inget djupare intresse för en grundlig omdaning av representationen.
Med så mycket större sympatier omfattade han det nya strafflagförslaget, men sent framlagt, kom det aldrig under behandling, och riksdagen nöjde sig med att anta några allmänna huvudgrunder. Däremot var det på kungen personligen det berodde, att lagen om lika arvsrätt för son och dotter kom till stånd. Vid samma riksdag stadfästes också beslutet om indragningsmaktens upphävande.
De närmaste gjordes en rad reformer: 
- Ny civillag och rättegångsordning
- Några specialdomstolar upphävdes
- Näringstvånget lindrades
- Skråväsendet avskaffades
- Den första fattigvårdsförordningen
- Läroverksfrågan utreddes
- Representationsfrågan utreddes
- Grundskatteregler förenklades
- Tulltaxan reformerades

Nästföljande riksdag (1847–48) möttes av en rad viktiga propositioner: om en ny strafflag, om utsträckning av beväringens övningstid, om sjöförsvarets ordnande, om förhöjd brännvinsbeskattning, om ny tullagstiftning i frihandelsvänlig riktning, om grundskatteförenkling, om läroverksorganisationen. Men motstånd restes från olika håll, regeringens anslagskrav måste avprutas, och de flesta förslagen fick falla. Representationskommitténs förslag överlämnades endast till riksdagens kännedom, till de liberalas stora harm.
Då inträffade som ett slags följd av februarirevolutionen i Paris de tämligen meningslösa marsoroligheterna i Stockholm. Kungen gjorde en nästan fullständig ministärförändring. Den nya ministärens huvuduppgift blev att utarbeta ett nytt representationsförslag. Redan före riksdagen hade emellertid konungens ståndpunkt undergått en väsentlig förändring. Hans moderata reformpolitik hade inte rönt det erkännande han väntat på liberalt håll, medan den på samma gång avlägsnat de konservativa.
Regeringen, till och med Oscar I personligen, började angripas i pressen, och snart hörde man att han vaknat ur sina illusioner, att de liberala kastat masken för tidigt, att han märkt, hur de ville åt konungamakten. Det nya representationsförslaget möttes av skarp kritik från både konservativt och liberalt håll, och redan före 1850 års riksdag var det känt att Oscar I personligen inte längre trodde på det. Det blev också förkastat. Kungen förklarade att eftersom det blivit så illa mottaget och regeringens avsikter så misstydda, skulle ingen mänsklig makt förmå honom att framlägga ett nytt, om han än levde i hundra år.
De mer liberala medlemmarna av ministären utträdde snart och ersattes av strängt konservativa. En svår sjukdom avbröt 1852 Oscar I:s verksamhet, men redan följande år kunde en ny verksamhetsperiod påbörjas. Representationsfrågan avfördes tills vidare från programmet, sedan greve Lagerbielkes förslag på riksdagen 1853–1854 blivit förkastat. Man grep sig i stället an med de ekonomiska reformerna. Sistnämnda riksdag blev epokgörande både i avseende på brännvinslagstiftningen och statens järnvägspolitik, och för båda frågornas lösning intresserade sig Oscar I personligen. Ett första förslag om grundskatteförenkling antogs av riksdagen. Ministären ombildades i en mera moderat-liberal riktning, och påföljande riksdag blev även den i hög grad en järnvägsriksdag. I fråga om tullagstiftningen togs ett betydande steg i frihandelsriktning. En kunglig proposition om ogift kvinnas myndighet vid 25 års ålder antogs av riksdagen, och regeringen framlade en proposition om utvidgad religionsfrihet, men som bara ledde till konventikelplakatets upphävande. När nästa riksdag sammanträdde var Oscar I:s krafter redan brutna.

### Utrikespolitiken under Oscar I

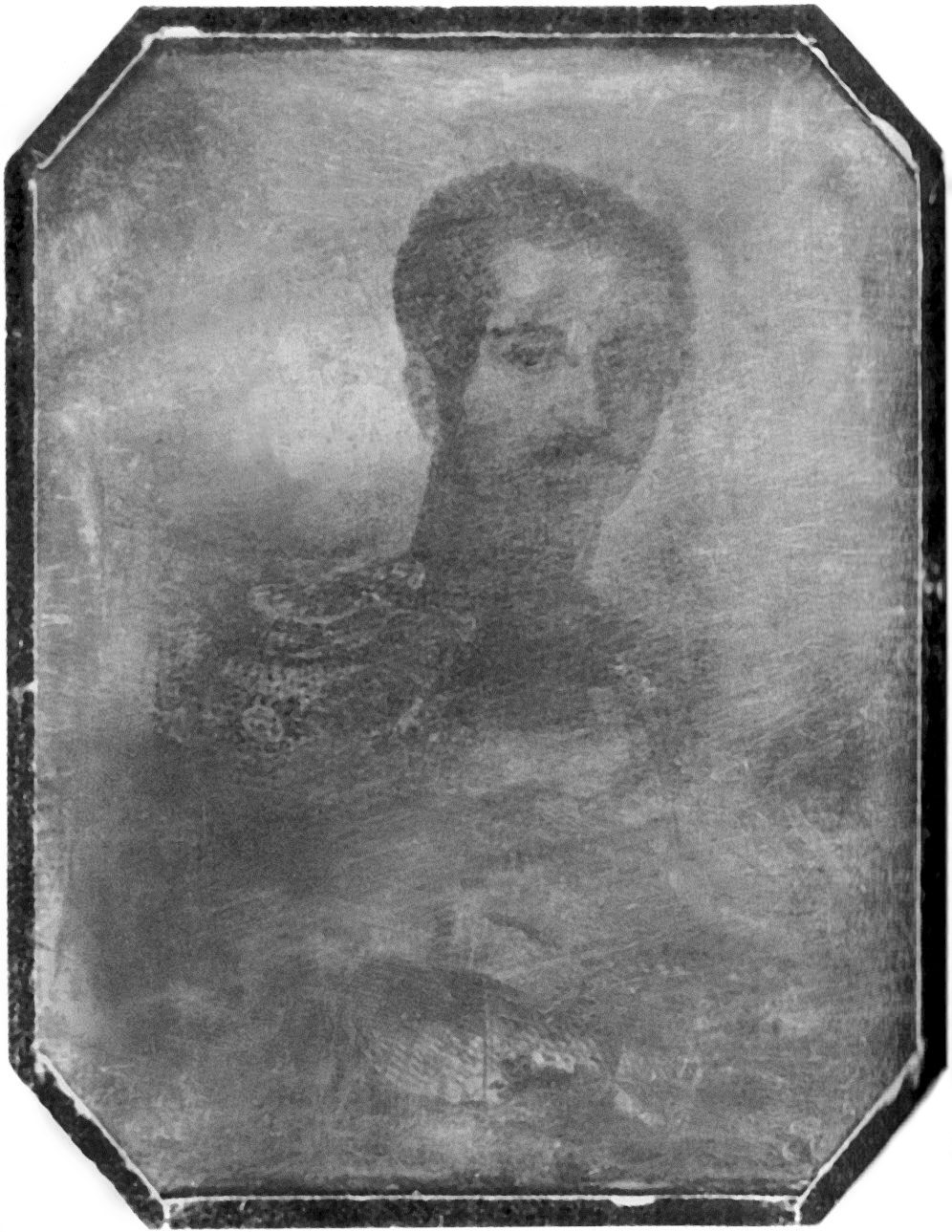
Dagerrotyp av Oscar I, taget av en okänd fotograf år 1844. Fotografiet har genomgått en lättare restaurering.

Utrikespolitiken blev särskilt ett område för Oscar I:s verksamhet. Till viktigare depescher eller instruktioner uppsatte han själv gärna koncept och var Sveriges egentlige utrikesminister; de som officiellt bar den titeln var endast hans biträden. Redan efter ett par år sattes hans förmåga på prov. Den nyvaknade skandinavismens vågor hade gått högt på studentmötet i Köpenhamn 1845, och Oscar I omfattade snart denna rörelse med sympati.
Redan under den danske konungen Kristian VIII:s livstid skedde ett närmande mellan de båda kungahusen, och ömsesidiga besök avlades. När därefter kort efter Fredrik VII:s tronbestigning 1848 det schleswig-holsteinska upproret utbröt och både Tyska förbundet och Preussen understödde de upproriska, förklarade Oscar I, att de förenade rikena inte med lugn kunde åse saken, om Jylland och de danska öarna hotades.
En konvention om hjälpsändning avslöts med Danmark. En svensk-norsk armékår sammandrogs, en mindre del överfördes till Fyn.  Jylland utrymdes snart av de tyska trupperna, men från varje aktivt deltagande i kriget avhöll sig Oscar I, under förutsättning att de egentliga danska områdena inte hotades igen.
Under tiden begav han sig själv ned till Malmö och skötte personligen de underhandlingar, som ledde till stilleståndsfördragen 2 juli och 26 augusti 1848. Kriget utbröt på nytt 1849, men en preliminär fred avslöts 10 juli, och under det nya vapenstilleståndet hölls norra Slesvig besatt av svensk-norska trupper. Sedan definitiv fred ingåtts, deltog därefter Sverige i de förhandlingar som ledde till uppsättande av de s.k. Londonprotokollen 1850 och traktaten 1852, som avsåg bevarande av det danska rikets integritet och ordnande av den danska tronföljden.
Krimkriget ställde ännu större krav på Oscar I:s diplomatiska förmåga. Visserligen avgavs för de förenade rikenas räkning i december 1853 en neutralitetsdeklaration (en lika lydande från Danmarks sida), men redan 1854 började påtryckningar från västmakternas sida i syfte att få Sverige-Norge med i kriget. Oscar I var i och för sig inte obenägen för saken men uppställde som villkor att kriget från att ha varit orientaliskt skulle bli europeiskt. Dessutom ställde han som villkor att Österrike skulle komma med, att Finland borde lösgöras från Ryssland med mera. De underhandlingar som nu följde leddes av kungen personligen.
Under tiden förgick månad efter månad tills slutligen västmakterna kom med de förslag som ledde till traktaten 21 november 1855 (”Novembertraktaten”). Nu hade man fått garantier mot varje förlust i landområde, Sveriges deltagande i kriget tycktes vara nära förestående, men så kom helt oväntat freden i Paris. De önskningar Oscar I under fredsunderhandlingarna lät framställa blev endast i ringa mån tillgodosedda genom deklarationen att Ålandsöarna i fortsättningen inte skulle befästas. Det var ett magert resultat, men ett mycket spänt förhållande inträtt till Ryssland.
Under denna situation inledde Oscar I på fullt allvar en skandinavisk politik med hjälp från Fredrik VII. Hans uppträdande under studentmötet 1856 gav ett tydligt vittnesbörd om den ändrade kursen. Hemliga underhandlingar drevs under hösten i Paris och inom årets slut tycktes man fått visshet om att varken Frankrike eller Storbritannien skulle motsätta sig en skandinavisk union. Hemliga förhandlingar drevs även i Köpenhamn genom ministern K. A. Virgin, som trädde i förbindelse med de danska skandinaverna. Oscar I hade personligen instruerat honom.
Närmaste mål skulle bli ett försvarsförbund mellan de förenade rikena och Danmark och Oscar I uppsatte med egen hand ett förslag till en sådan traktat vilket tillställdes Fredrik VII på våren 1857. Då inträdde ett omslag hos denne oberäknelige monark: eftersom Holstein inte var inbegripet, kunde han inte godkänna förslaget. Oscar I drog sig djupt sårad tillbaka och samtidigt inträdde det sjukdomstillstånd som hindrade honom att vidare befatta sig med regeringen. Hans initiativ inom utrikespolitiken hade fått en snöplig utgång.

### Kung Oscar och Norge
I Norge kände man den nye konungen så lite, att man inom vissa politiska kretsar fruktade att han skulle göra en statskupp. Man skulle snart inse sitt misstag. Den stora unionskommitté, som Karl XIV Johan 1839 tillsatt, framlade mot slutet av 1844 ett omsorgsfullt utarbetat förslag till föreningsakt. Men redan dessförinnan hade Oscar I låtit framlägga förslagen om unionsflagga och vapen. Inom kort sanktionerades lagar om unionsvapen och unionsmärke i de båda rikenas såväl örlogs- som handelsflaggor. Redan vid sin tronbestigning hade Oscar I tillmötesgått norska önskningar i fråga om placering i konungatiteln av Norges namn framför Sveriges i handlingar rörande inre norska angelägenheter.
I Norge hade man fått framskjutna önskemål uppfyllda, och intresset för en fullständig revision av föreningsvillkoren försvann. Unionskommitténs förslag lades efter några år till handlingarna, och det lyckades inte för Oscar I att i nämnvärd mån stärka unionsbanden. En ny konsulsstadga utkom visserligen 1858, och de båda rikenas bidrag till den fasta konsulsfonden, liksom till den egentliga utrikesbudgeten, reglerades. Men de förslag om de båda rikenas bidrag till det gemensamma försvarsväsendet blev direkt förkastade i Norge. Förslagen rörande deras inbördes handel och sjöfart, och verkställande i det ena riket av domar fällda i det andra, antogs inte heller av norrmännen.
Oscar I:s förhoppningar om ett närmande mellan de båda folken hade gäckats, och han sades mot slutet av sin regering ha klagat över, att unionen var olycklig och för framtiden inte kunde bli annat. I ett annat försök att stärka gemenskapen med Norge lät kungen instifta en ny order 1847: Sankt Olavs Ordern vilket gav viss beröm. I mitten av 1850-talet avgick den siste riksståthållaren, och kronprins Karl utnämndes till vicekung, men hans verksamhet som sådan blev snart avbruten. I övrigt företedde den inre utvecklingen i Norge motsvarande drag mot den i Sverige.

### De sista åren

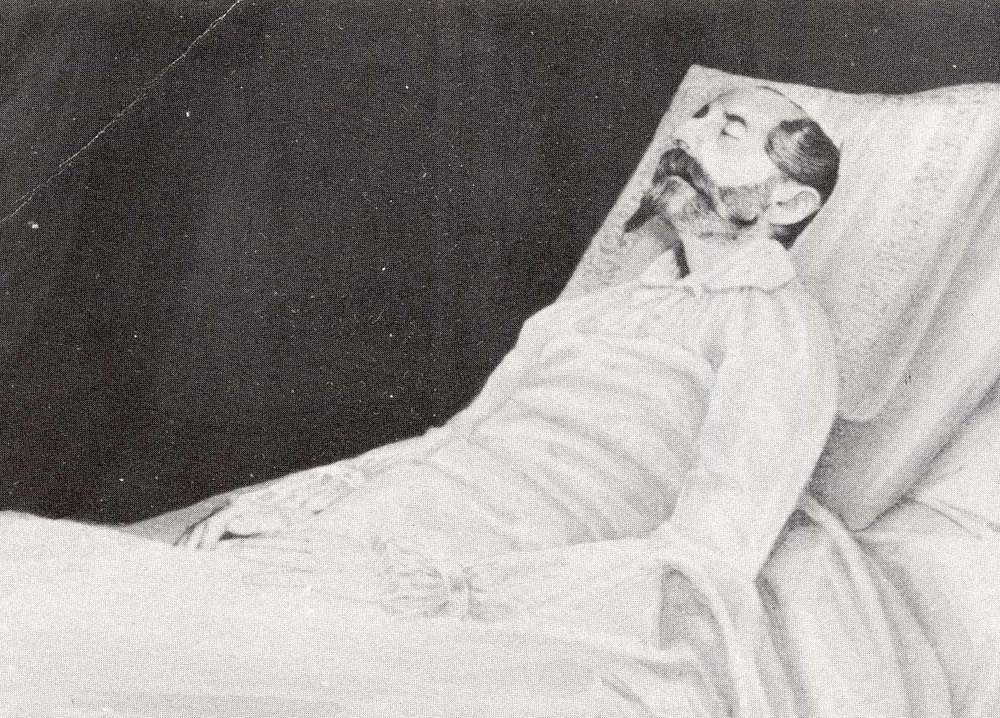
Kung Oscar I:s stoft på dödsbädden.

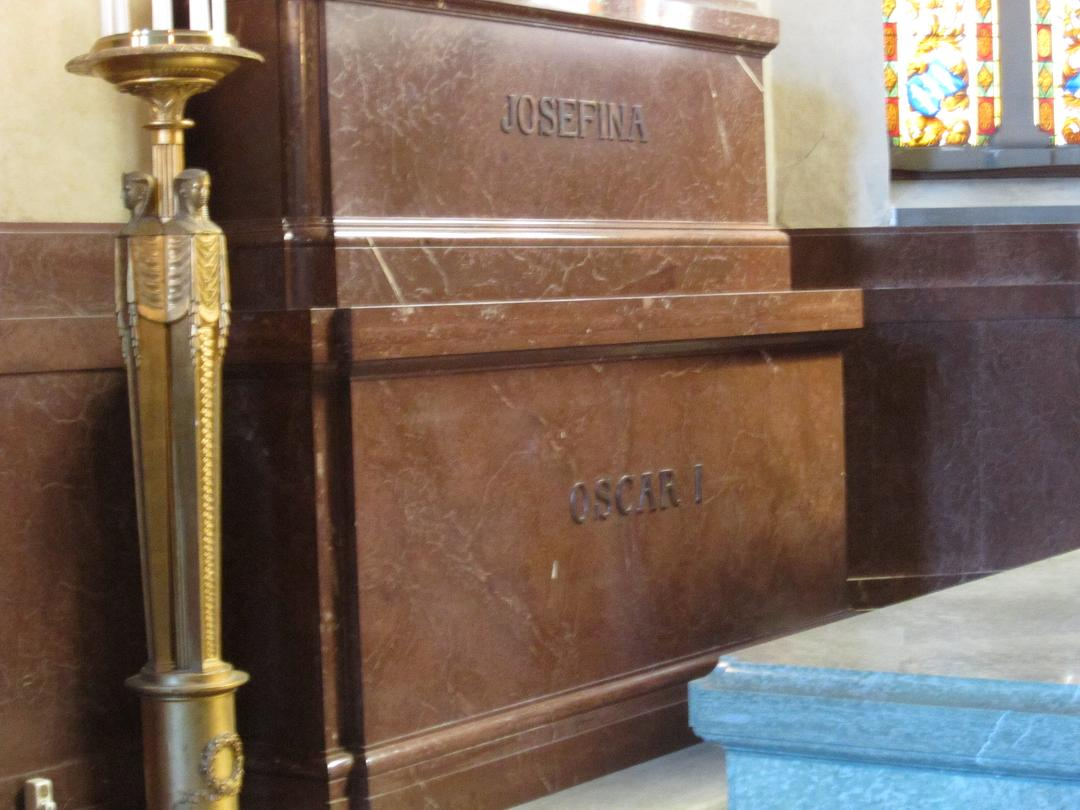
Oscars och Josefinas gravar i Riddarholmskyrkan.

Oscar I:s hälsa hade aldrig varit stark och redan tidigt visade han ögonblick av frånvaro då han kunde tystna mitt i en mening för att fortsätta en stund senare som om inget hade hänt. I början av 1850-talet framträdde sjukdomssymtomen starkare, och 1852 var han tvungen att göra en badresa till Bad Kissingen. 
På hösten 1852 drabbades kungen av en svår sorg, då han förlorade sin andre son, prins Gustaf, i en ålder av blott 25 år. Faderns sorg var så tung att den höll på att kosta honom livet. Han blev återställd men anfallen av sinnesfrånvaro blev sedan allt längre och tätare. När han under sådana perioder var ute och åkte, satt han stel som en vaxbild, och drottningen måste alltid vara vid hans sida och sätta honom i rörelse då han skulle besvara folkets hälsningar.
Under hösten samma år (1852) drabbades Oscar I av en livsfarlig sjukdom (tyfoidfeber) som han blev frisk ifrån först året efter. Under sjukdomstiden hade en interimsregering under två tillfällen varit tvungen att verka i regentens ställe.
1853 verkade Oscar I ha återhämtat sig och återkom till sin post som regent. Ett nytt hårt slag drabbade honom åter igen 1854, då kronprins Karls ende son bortrycktes av en i och för sig obetydlig barnsjukdom, som blev dödlig genom ett misstag av hans läkare.
1857 bröt sjukdomen (hjärntumör) ut på nytt och övergick efterhand i en fullständig förlamning. På sommaren samma år hemförde hans tredje son, prins Oscar, prinsessan Sofia av Nassau som brud. Men när hon för första gången hälsade sin svärfar, var han en till kropp och själ fullständigt bruten man utan en aning om vad som tilldrog sig omkring honom.
Under hösten samma år förklarade läkarna att enda möjligheten till ett tillfrisknande var ett överlämnande av alla plikter; därför övertogs regeringen av kronprins Karl den 25 september efter att representanter för båda rikena hade godkänt överlämnandet. Oscar I avled på Stockholms slott den 8 juli 1859, fyra dagar efter sin 60-årsdag. Han hade då varit sängliggande i ett år. Vid obduktionen fann man en hjärntumör stort som ett ägg. Oscars kista bars av flera generaler till Riddarholmskyrkan inför en skara av 50 000 åskådare där han begravdes. 

## Barn

### Barn med drottningJosefina
1. Karl XV (1826–1872)
2. Gustaf (1827–1852)
3. Oskar II (1829–1907)
4. Eugénie (1830–1889)
5. August (1831–1873)

### Barn med älskarinnanEmilie Högqvist
Sönerna kallades privat för prinsarna av Lappland.
1. Hjalmar Högqvist (1839–1874)
2. Max Högqvist (1840–1872)

### Barn med älskarinnanJacquette Löwenhielm(föddGyldenstolpe)
- Oscara Meijergeer (1817–1880), gift Hilder

## Utmärkelser
- Royal Fellow of the Royal Society,  21 december 1826[13]
- Riddare av Gyllene skinnets orden,  1844[14]
- Riddare med storkors av Vilhelms militärorden,  21 juni 1849
- Storkors av Leopoldorden,  20 oktober 1849[15]
- Kungliga Nordstjärneorden,  2817
- Sankt Annas orden, första klass
- Elefantorden
- Sankt Stefansorden
- Badiska husorden Fidelitas
- Svarta örns orden
- Sankt Olavs orden
- Carl XIII:s orden
- Zähringer Löwenorden
- Andreasorden
- Riddare av Sankt Alexander Nevskij-orden
- Kungliga Serafimerorden
- Kungliga Svärdsorden
- Vasaorden

[Redigera Wikidata]